# Glockturmkam

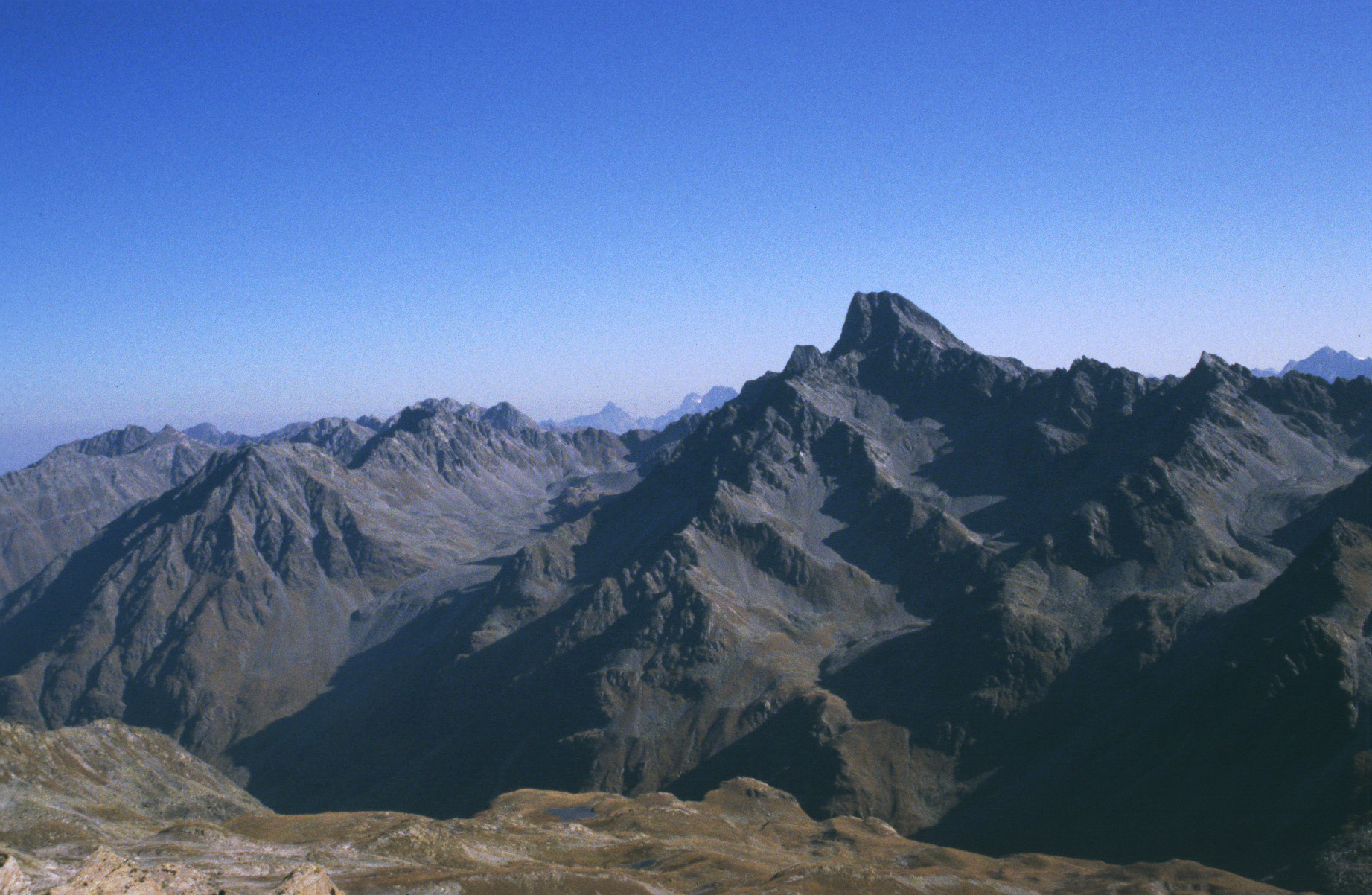
De Glockturmkam met de Glockturm vanaf de Nauderer Hennesiglspitze

De Glockturmkam is een van de westelijke subgroepen van de Ötztaler Alpen, ten noorden van de hoofdkam van dit gebergte, in de Oostenrijkse deelstaat Tirol. De bergkam met een duidelijke noordzuidelijke richting wordt in het westen begrensd door het riviertje de Radurschlbach in het westen, die het gebergte scheidt van de Nauderer Bergen. In het oosten scheidt het Kaunertal de Glockturmkam van de Kaunergrat. In het noorden scheidt het Inndal de kam van de Lechtaler Alpen, in het zuiden wordt de subgroep begrensd door de hoofdkam van de Ötztaler Alpen, die deels ook samenvalt met de grens met Zuid-Tirol in Italië. Als gevolg hiervan hebben enkele bergtoppen in de bergkam naast een Duitse naam ook een Italiaanse naam.

## Bergtoppen
De bergtoppen in de Glockturmkam met een hoogte boven de 2000 meter zijn:
- Glockturm, 3353 m
- Riffljochturm, 3237 m
- Rifflkarspitze, 3219 m
- Höhlenspitze, 3200 m
- Plattigkopf, 3170 m
- Kaisergratspitze, 3155 m
- Pfroslkopf, 3148 m
- Riffljoch, 3146 m
- Matternturm, 3146 m
- Hennesiglspitze (Ital. Punta della Gallina), 3141 m
- Krummgampenturm, 3130 m
- Schwarzseekopf, 3127 m
- Arzkarkopf, 3123 m
- Östlicher Hennesiglkopf (Ital. Il Sasso), 3116 m
- Vordere Gebhardspitze, 3114 m
- Rotschragenspitze, 3112 m
- Krummgampenspitz, 3110 m
- Gamsköpfe, 3108 m
- Fissladkopf, 3107 m
- Hintere Gebhardspitze, 3106 m
- Westlicher Hennesiglkopf (Ital. Il Campanile), 3103 m
- Bergler Fernerkopf, 3099 m
- Platzerspitze, 3098 m
- Glockhaus, 3096 m
- Habicht, 3092 m
- Nasse Wand (ook: Nasswandspitze, Ital. Croda dell'Acqua), 3090 m
- Krummgampenspitz, 3090 m
- Kaiserspitze, 3089 m
- Nasswanderegg, 3066 m
- Tauferer Kopf, 3066 m
- Tauferer Spitze, 3044 m
- Weißseejoch, 3044 m
- Glockhauser, 3023 m
- Bruchkopf, 3012 m
- Atemkogel, 3010 m
- Westlicher Gratkernerkopf, 3007 m
- Innere Rifekarspitze, 3004 m
- Östlicher Gratkernerkopf, 3003 m
- Äußere Rifekarspitze, 3001 m
- Kuppkarlesspitze (ook: Rauher Kopf), 2991 m
- Roter Schragen, 2965 m
- Mitterschragen, 2960 m
- Zirmesspitze, 2944 m
- Planggeroßspitze, 2943 m
- Ochsenkopf, 2942 m
- Kaiserjoch, 2940 m
- Schwarze wand, 2924 m
- Feichtener Karlspitze, 2916 m
- Hochjoch, 2896 m
- Rifekarscharte, 2889 m
- Alter Mann, 2888 m
- Krummgampenspitz, 2885 m
- Wannekopf, 2876 m
- Radurschlscharte, 2870 m
- Tauferer Jöch, 2870 m
- Halsle, 2866 m
- Arzkopf, 2860 m
- Mitterkeil, 2823 m
- Gamsköpfe, 2807 m
- Schönjoch, 2722 m
- Zirmesgrat, 2715 m
- Schragen, 2712 m
- Serneskopf, 2703 m
- Roter Schrofen (ook: Wetterkreuz, Hoher Ochsenkopf), 2702 m
- Kreuzkopf, 2680 m
- Halsle, 2650 m
- Kreuzjöchl, 2639 m
- Mittagskopf, 2616 m
- Rauher Kopf, 2695 m
- Kuppscharte, 2644 m
- Hüttekar, 2571 m
- Schlantekopf, 2524 m
- Sudleskopf, 2522 m
- Krupköpfe, 2473 m
- Lahnkopf, 2471 m
- Blaue Wand, 2468 m
- Pleiskopf, 2460 m
- Leiterkopf, 2391 m
- Rauhkopf, 2366 m
- Muttler, 2234 m
- Molzkopf, 2212 m
- Matonkopf, 2168 m
- Ochsenkopf, 2153 m
- Frudigerkopf, 2149 m
- Sattel, 2106 m
- Salzner, 2092 m
- Zirmesköpfle, 2092 m
- Sonnberg, 2022 m
- Losner, 2006 m

## Berghutten
In de Glockturmkam liggen de volgende schuilhutten:
- Anton-Renk-Hütte, 2261 meter
- Hohenzollernhaus, 2123 meter